# Laurence des Cars
Laurence des Cars, nascida Laurence Élisabeth de Pérusse des Cars, (Antony, 13 de junho de 1966) é uma curadora geral francesa do patrimônio e historiadora da arte, atual diretora do Musée d'Orsay e do Musée de l'Orangerie. Ela foi nomeada para assumir o cargo de diretora do Museu do Louvre a partir de 1.º de setembro de 2021.

## Biografia
Laurence des Cars nasceu em Antony, França. Ela é filha do jornalista e escritor Jean des Cars e neta do romancista Guy des Cars (ele mesmo o segundo filho de François de Pérusse des Cars, 5.º Duque de Cars). Ela estudou história da arte na Universidade Paris-Sorbonne e na École du Louvre, depois ingressou no Instituto do Patrimônio Nacional e assumiu seu primeiro cargo como curadora no Musée d'Orsay em 1994.
Ela é especialista em arte do século XIX e início do século XX. Como professora na École du Louvre, ela organizou muitas exposições para vários museus, como: 'L'Origine du monde, em torno de uma obra-prima de Courbet' (Musée d'Orsay, 1996); 'Jean-Paul Laurens, pintor de história' (Musée d'Orsay, Musée des Augustins, 1997–1998); 'Edward Burne-Jones' (Museu Metropolitano de Arte, Museu de Birmingham, Musée d'Orsay, 1998–1999); 'Courbet et la Commune' (Musée d'Orsay, 2000); 'Thomas Eakins, an American Realist' (Museu de Arte da Filadélfia, Musée d'Orsay, Museu Metropolitano de Arte, 2001–2002); 'Édouard Vuillard' (Galeria Nacional de Arte, Museu de Belas Artes de Montreal, Galerias Nacionais do Grand Palais, Royal Academy of Arts, 2003–2004); 'Gustave Courbet' (Galerias Nacionais do Grand Palais, Museu Metropolitano de Arte, Musée Fabre, 2007–2008); 'Jean-Léon Gérôme' (Museu Getty, Musée d'Orsay, Museu Thyssen-Bornemisza, 2010-2011); 'Louvre Abu Dhabi, Nascimento de um museu' (Museu Manarat Al Saadiyat, Musée du Louvre, 2013 - 2014); 'Atacando o Sol: Homenagem ao Marquês de Sade' (Musée d'Orsay, 2014–2015); 'Apollinaire, o olhar do poeta' (Musée de l'Orangerie, 2016); 'Pintura americana dos anos 1930' (Musée de l'Orangerie, 2016–2017).
É autora de vários ensaios ilustrados, incluindo um livro sobre pré-rafaelitas para a coleção 'Découvertes Gallimard', Les Préraphaélites: Un modernisme à l'anglaise (1999); L'art français : Le XIXᵉ siècle (Flammarion, 2008); Le petit dictionnaire Vallotton en 21 obsessions (RMN Grand Palais, 2013), e assim por diante.
Laurence des Cars foi nomeada diretora científica da Agence France-Muséums em julho de 2007, operadora francesa responsável pelo desenvolvimento do Louvre Abu Dhabi. Ela também foi promovida a curadora geral do patrimônio em 2011 e foi nomeada diretora do Musée de l'Orangerie em janeiro de 2014, pela Ministra da Cultura, Aurélie Filippetti. Em 27 de fevereiro de 2017, ela foi oficialmente nomeada diretora do Musée d'Orsay pelo então presidente francês François Hollande.
Ela foi nomeada para assumir o cargo de diretora do Museu do Louvre a partir de 1º de setembro de 2021, tornando-se a primeira mulher a ocupar o cargo nos 228 anos de história do estabelecimento.

## Honras
Laurence des Cars tem o grau de cavaleiro da Legião de Honra e da Ordem Nacional do Mérito, oficial de Artes e Letras.